# Eckersberg (Adelsgeschlecht)

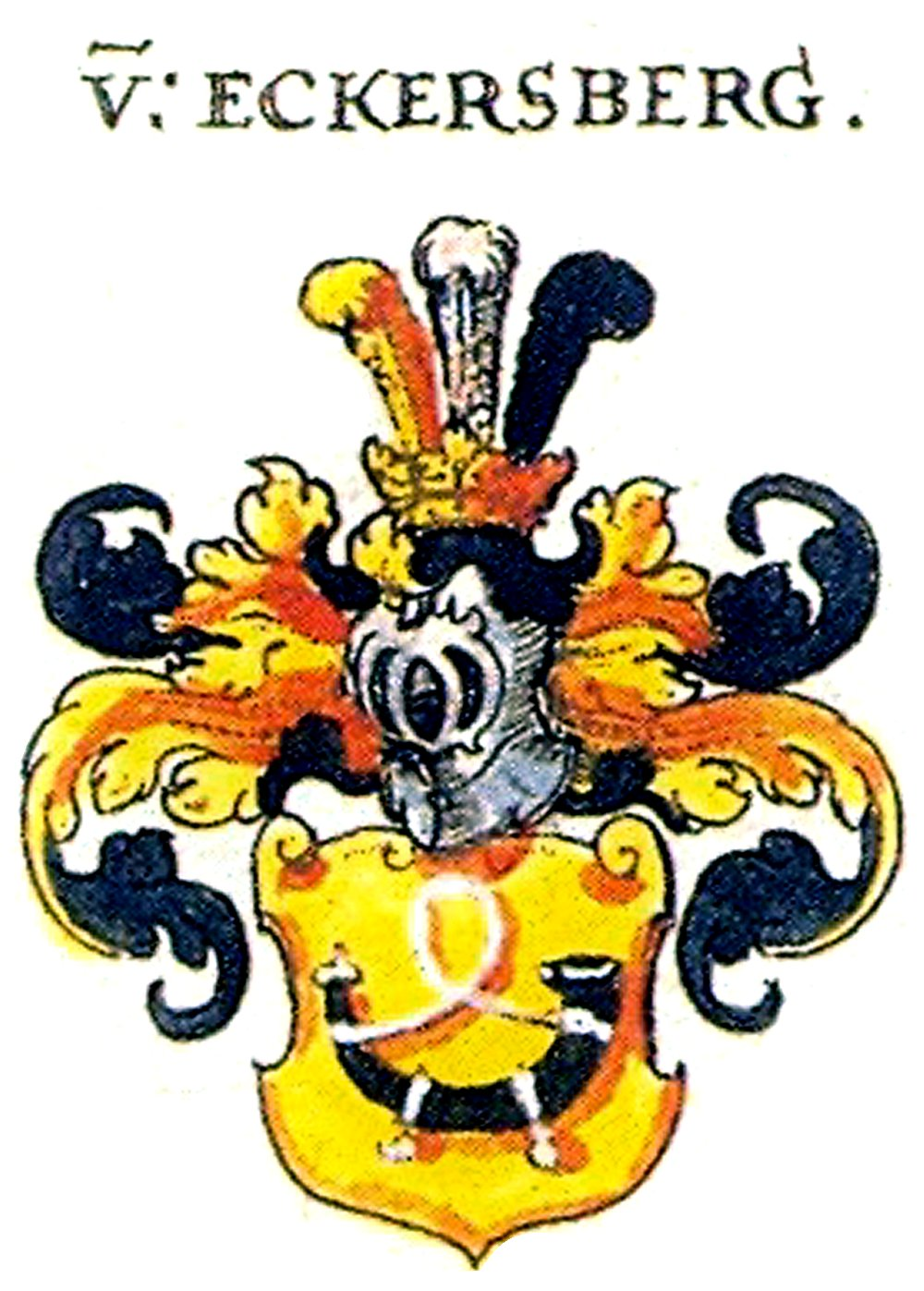
Wappen der Eckersberg aus Siebmachers Wappenbuch, 1605

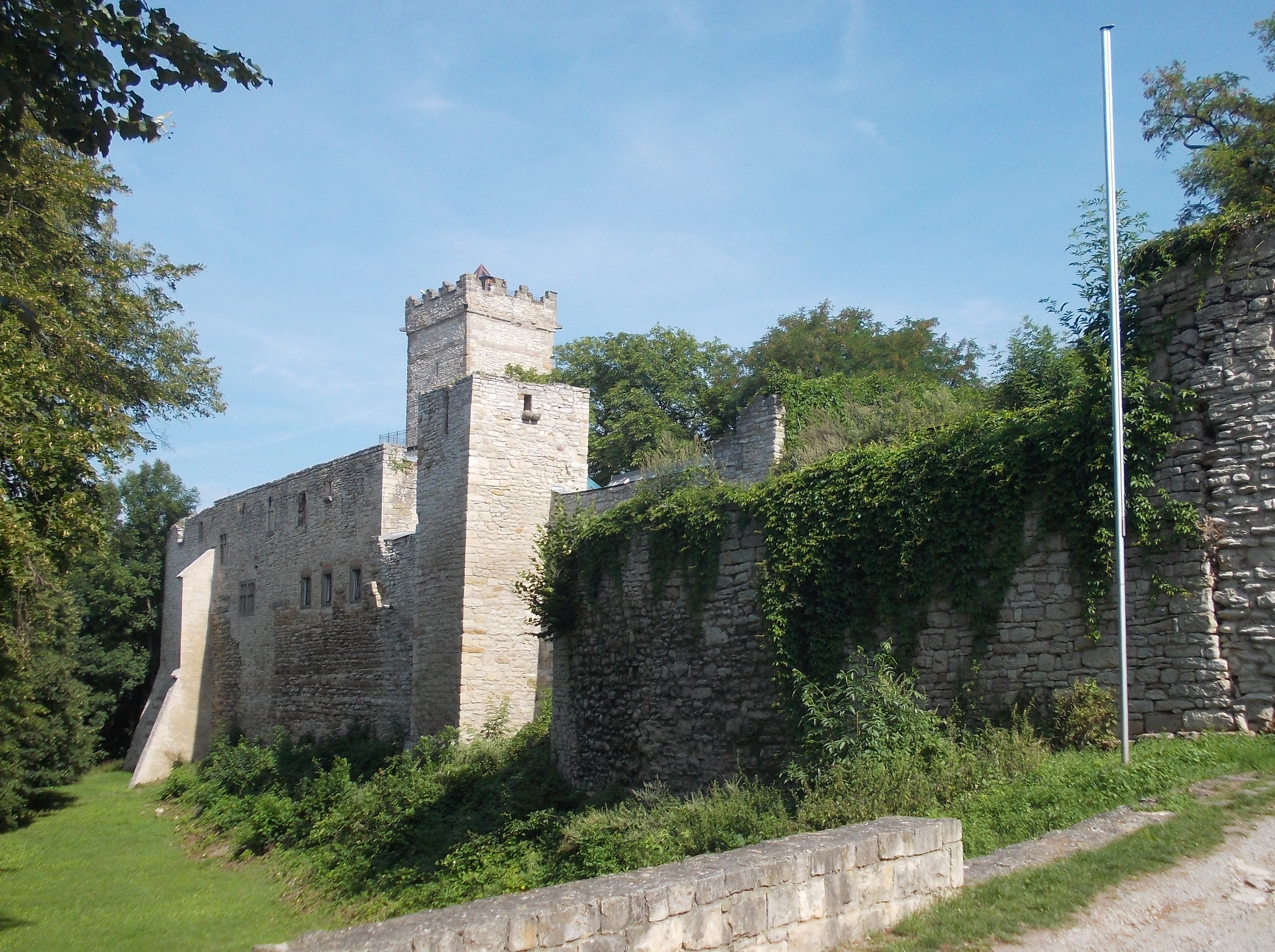
Eckartsburg

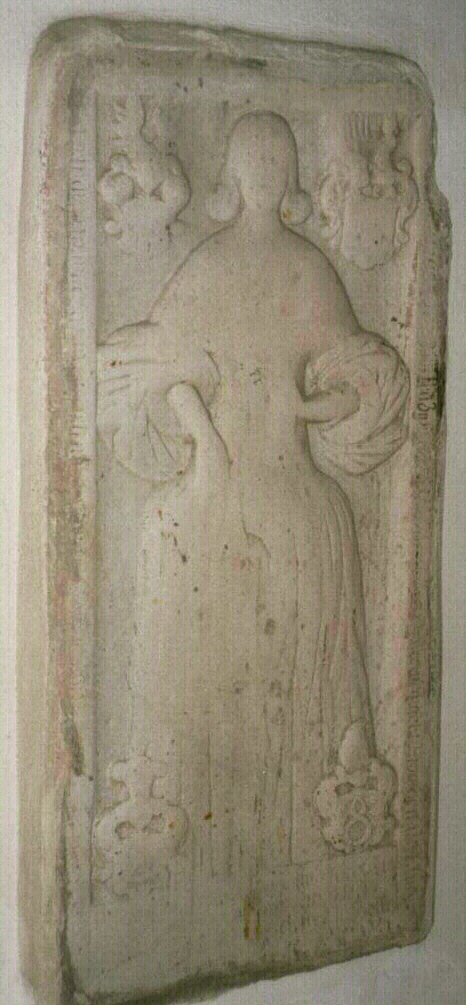
Epitaph der Anna Katharina Barbara von Sparneck und Weißdorf in der Kirche von Bernstein bei Wunsiedel, Wappen: Sparneck, Schaumberg, Eckersberg und Seckendorff. Sie starb 1664 an den Blattern.

Die Familie von Eckersberg, auch Eckartsberg, war ein thüringisch-fränkisches Rittergeschlecht.

## Geschichte
Als Herkunftsort dieses alten, in Thüringen und Sachsen erloschenen Geschlechtes, wird die Eckartsburg (Burg Eckardsberge) angenommen. Heute liegt die Burg oberhalb von Eckartsberga. Erscheint erstmals urkundlich mit Christian de Ekehardisberg 1185, weiter mit Henricus de Eckirsberg, miles. Seit dem 13. Jahrhundert auf der Eckartsburg als erbliche Marschalle (Burgkommandanten), wobei schon 1265 die Marschalle Heinrich und Albert von Eckersberg erwähnt werden. Später breitete sich die Familie auch nach Franken und Schlesien aus.
Sie sind nicht zu verwechseln und nicht verwandt mit den „Marschall von Eckartsberg bzw. den Marschallen von Ebersberg oder Ekersberg“, welche aus dem Geschlecht der Thüringer Marschalle entstammen.
Begütert war die Familie in Berge (Meißen) 1500, Helmsdorf (Grafschaft Mansfeld) 1637, Weistropp (Meißen) 1590, in Schlesien in Eckartswaldau (Sprottau) 1813, Giesmannsdorf, Mittel-. (Bunzlau) 1681, 1801, Greif (Glogau) 1804, Kunzendorff (Schweidnitz) 1803, Neudeck (Glogau) 1804 und 1830, Parchau (Lüben) 1751 und 1835, Nieder-Zauche (Sprottau) 1681 und 1830 sowie in Ober-Zauche (Glogau) 1751 und 1891.

## Personen
Johann von Eckersberg starb als Dompropst im Naumburger Dom 1406.
Christoph von Eckersberg war bis zu seinem Tode 1603 Amtmann von Selb. Sein Sohn Georg Heinrich von Eckersberg folgte ihm ab 1603 als Amtmann von Selb nach. Nach der markgräflichen Verwaltungsreform von 1613 war er Amtshauptmann der Sechsämter in Wunsiedel bis zu seinem Tod im Jahre 1636.
Helene geb. von Eckersberg war die Tochter von Christoph von Eckersberg. Sie war spätestens ab 1618 mit Hieronymus Ludwig von Sparneck und Weißdorf zu Dörflas verheiratet. Mit ihm hatte sie 3 Kinder (2 Söhne, 1 Tochter). Ihr Sohn Christoph Hieronymus von Sparneck und Weißdorf zu Bernstein war von 1643 bis 1688 Senior der Familie von Sparneck und damit Lehnsherr über die Sparneckischem Reichs- und Stammlehen. Die bei der Beisetzung ihrer Tochter Anna Kunigunda im Juli 1635 in der Pfarrkirche St. Veit zu Wunsiedel von Andreas Rhau gehaltene Leichenpredigt ist der Nachwelt erhalten geblieben.

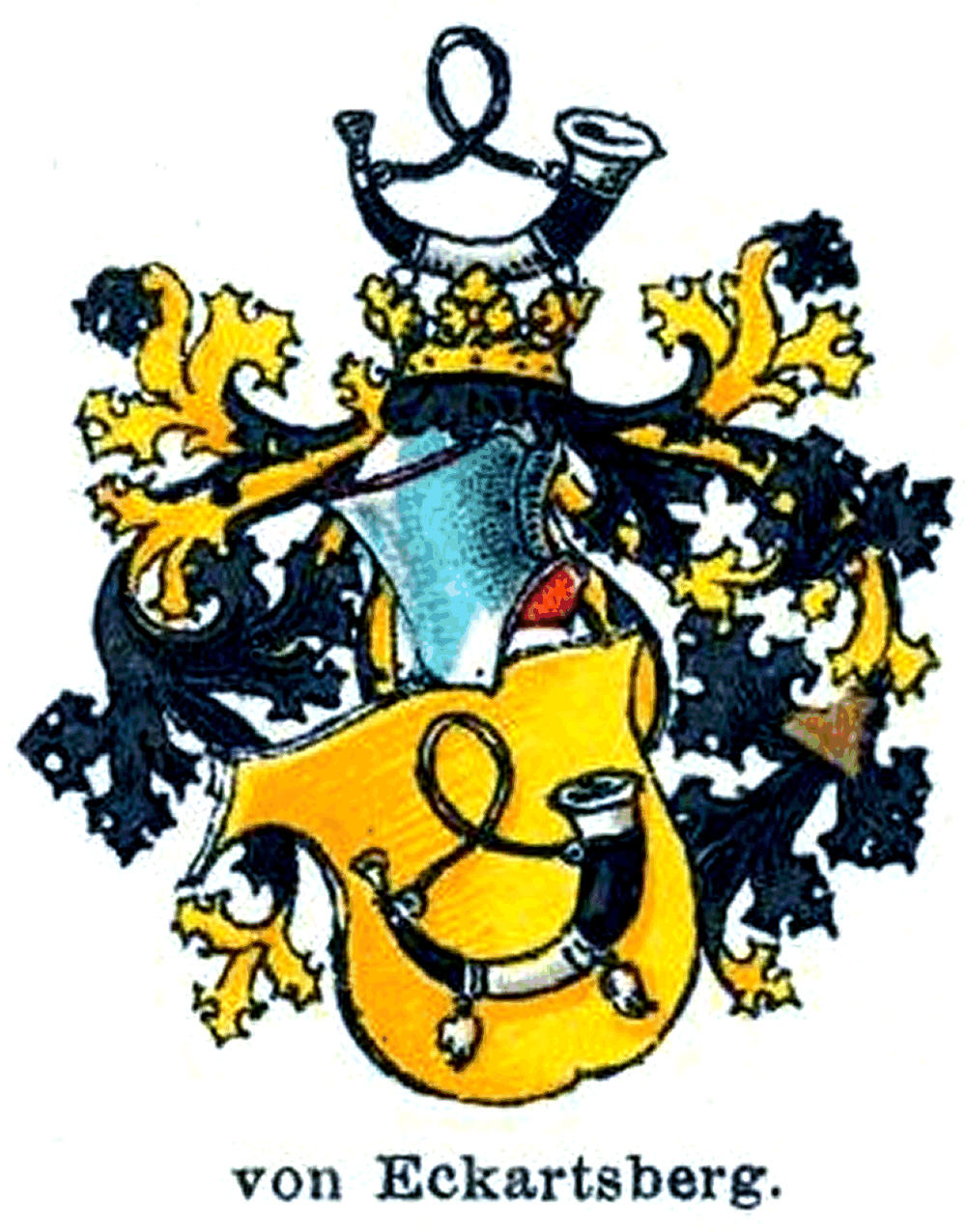
Wappenvariante

## Wappen
Das Familienwappen zeigt auf Gold ein schwarzes, silbern beschlagenes Hifthorn (Jagdhorn) mit silbernen Spangen und silberner Schnur. Auf dem gekrönten Helm sind drei, gold-silbern-schwarze Straußenfedern gesteckt. Bei anderen Darstellungen wiederholt sich das Hifthorn auf dem Helm. Die Helmdecken sind Gold und Schwarz.
Als großmütterliches (väterlicherseits) Wappen findet man es auf zwei Grabsteinen der Kinder des Christoph Hieronymus von Sparneck, dessen Mutter Helene von Eckersberg gewesen ist, in der Pfarrkirche in Bernstein.